# Le Tour-du-Parc
Le Tour-du-Parc is een gemeente in het Franse departement Morbihan (regio Bretagne). De plaats maakt deel uit van het arrondissement Vannes. De gemeente telde 1.259 inwoners op 1 januari 2022. Het ligt in het zuiden van Bretagne, aan de Golf van Biskaje.

## Geografie
De oppervlakte van Le Tour-du-Parc bedroeg op 1 januari 2022 9,3 vierkante kilometer; de bevolkingsdichtheid was toen 135,4 inwoners per km².

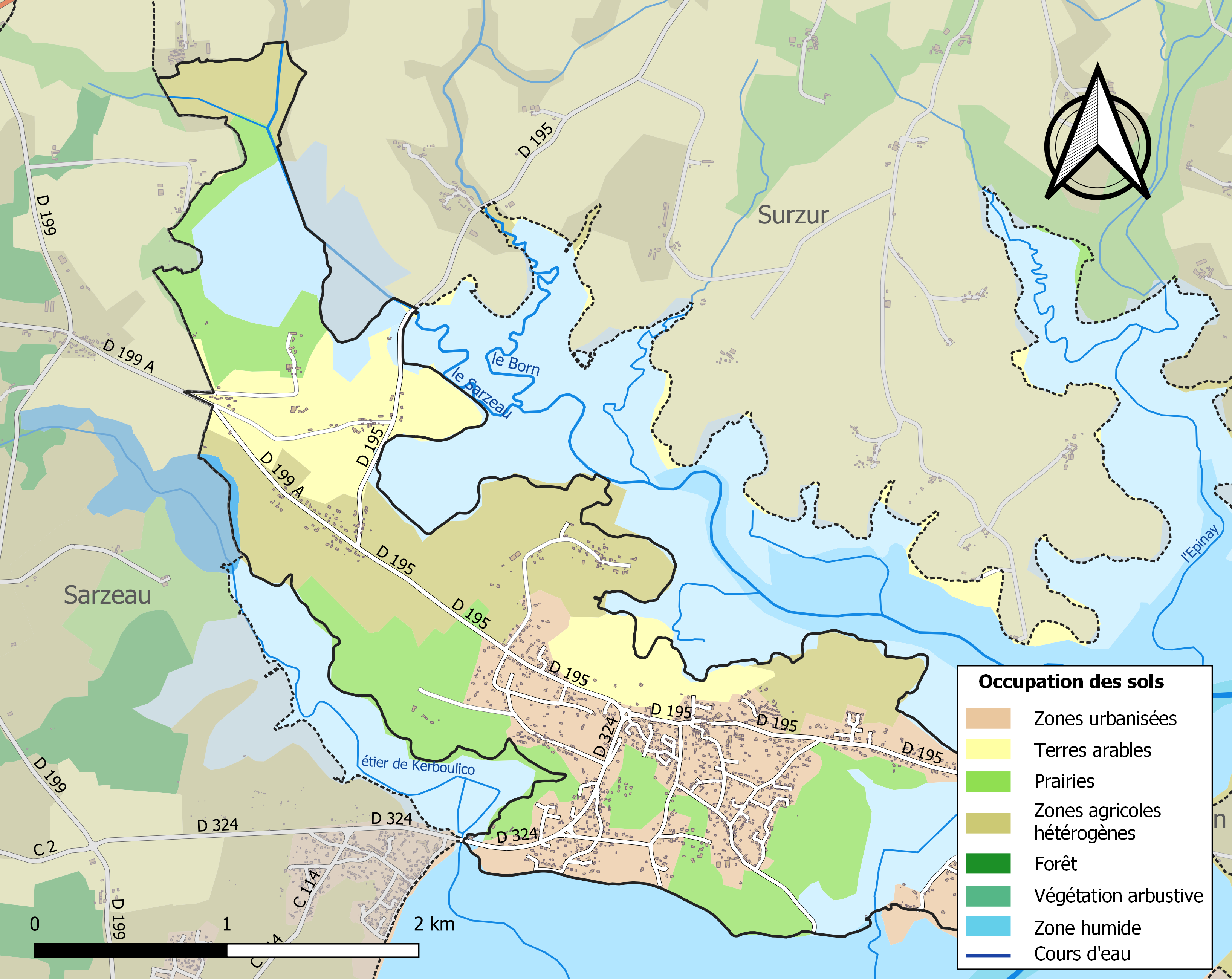
Kaart van de gemeente met de belangrijkste infrastructuur, bodemgebruik en omliggende gemeenten

## Demografie
Onderstaande figuur toont het verloop van het inwonertal, bron: INSEE-tellingen. 